# Giang Hoa (diễn viên)
Giang Hoa (tiếng Trung: 江華, tiếng Anh: Kong Wah, Tên khai sinh: Trần Mộc Hoa; sinh ngày 19 tháng 11 năm 1962) là một nam diễn viên người Hồng Kông. Anh từng là gương mặt nổi bật và diễn viên chủ chốt của Đài truyền hình ATV HongKong.
Anh chính thức gia nhập giới giải trí với tư cách là trợ lý biên kịch vào năm 1982. Sau đó anh gia nhập Đài truyền hình ATV HongKong vào năm 1985 cho đến năm 1995 anh rời Đài ATV HongKong và đầu quân cho Đài truyền hình TVB. Năm 2013 anh chính thức thông báo giải nghệ.

## Tiểu sử và Sự nghiệp
Đầu quân cho ATV năm 1986 thông qua lớp đào tạo của ATV, chưa đầy nửa năm Giang Hoa đã đóng vai chính. Phim đầu tiên anh đóng cho ATV là Anh hùng Thiếu Lâm.

Thời trẻ của Giang Hoa (thập niên 80)

Ở ATV, Giang Hoa nổi tiếng với vai Ung Chính trong phim "Thống trị thiên hạ (Cửu vương đoạt ngôi / Máu nhuộm điện Thái Hòa)", Thẩm Văn Hạo trong phim "Lòng chàng sắt đá / Vực thẳm tội lỗi", Thẩm Gia Hào trong phim "Tôi có hẹn ước với mùa xuân",...

Giang Hoa trong phim Lòng chàng sắt đá (Vực thẳm tội lỗi)

Đến năm 1996, Giang Hoa chuyển sang TVB, tại đây anh có nhiều vai diễn nổi bật. Phim đầu tiên anh đóng cho TVB là Tây du ký 1996 đạt rating cao nhất đến 44 điểm, lọt vào Top 10 phim hay nhất của TVB thập niên 90.

Giang Hoa trong phim Tây Du Ký (TVB 1996-1998)

Năm 2003, với vai diễn Ung Chính - Lý Đại Hà trong phim phim Quá khứ và hiện tại, Giang Hoa được bình chọn là Nhân vật truyền hình được yêu thích nhất năm 2003. Rating bộ phim này cao nhất đạt được 40 điểm. Ngoài ra, các phim Giang Hoa tham gia tại TVB thường được vào Top 10 phim hay nhất của năm.

Giang Hoa trong phim Quá khứ và hiện tại

Đến năm 2004, sau khi hoàn thành bộ phim Hán Sở kiêu hùng, Giang Hoa không gia hạn hợp đồng với TVB nữa. Sau đó, anh chuyển sang hoạt động bên Trung Quốc, tham gia hai phim là Liêu trai chí dị - truyện Họa Bì và Phong trần tam hiệp Hồng Phất nữ. Sau đó do cột sống đột nhiên phát bệnh và bị đau, Giang Hoa tạm ngưng đóng phim một thời gian. Đến năm 2009 anh đã trở lại đóng phim Thị trấn Tam Nguyên.

## Phim và Chương trình truyền hình

### Truyền hìnhATV HongKong
1986:
- Siu Lam Ying Hung 1986 (少林英雄)
- Si Gwong Dou Lau Chat Sap Nin 1986 (時光倒流七十年)

1987:
- The Devil Twin 1987 (幽靈)

1989:
- Lim Ching Sin Fung 1989 (廉政先鋒)

1990:
- Dai Saam Gaan Din Yi 1990 (第三間電台)
- Housekeeper, My Honey 1990 (樓下伊人)
- The Merciless Law 1990 (法本無情)

1991:
- The Good Fella from Temple Street 1991 (廟街豪情)
- Joi Chou Faan Wing 1991 (再造繁榮]]
- The Good Fella from Temple Street 1991 (廟街豪情)
- Rebuilding Prosperity 1991 (再造繁榮)
- Return to the Truth 1991 (還我今生)
- Running on Empty 1991 (正紅旗下)
- The Real Me 1991 (喋血邊緣)

1992
- Bun Si Tung Gan 1992 (本是同根)
- Spirit of the Dragon 1992 (龍在江湖)

1993:
- Ngân hồ về đêm (phim truyền hình 1993) - vai: Tống Trạch Nguyên
- The Shen Saga 1993 (新朱)
- Gamblers' Dream 1993 (賭神秘笈'93)
- Nhất Đỏ nhì Đen III (phim truyền hình 1993) - vai: Phương Tuấn
- Lamb Killer 1993 (富貴狂花)

1994:
- Lòng chàng sắt đá (phim truyền hình 1994) - vai: Thẩm Văn Hạo
- Vua phim trường (phim truyền hình 1994) - vai: Bồ Tuấn
- Cửu vương đoạt ngôi (chương trình truyền hình)

1995:
- Tôi có ước hẹn với mùa xuân (phim truyền hình 1995) - vai: Trần Gia Hào
- Phượng hoàng đặc cảnh (phim truyền hình 1995) - vai: Lý Lập Tân

### Truyền hìnhTVB
1996:
- Tây du ký (phim truyền hình 1996) - vai: Đường Tăng

1997:
- Miêu Thúy Hoa (phim truyền hình 1997) - vai: Phương Đức

1998:
- Tây du ký (phim truyền hình 1998) - vai: Đường Tăng

1999:
- Kim ngọc mãn đường (phim truyền hình 1999) - vai: Hoàng đế Càn Long
- Phong cách đàn ông (phim truyền hình 1999) - vai: Andrew Trương Hào Hoa

2000:
- Dương Quý phi (phim truyền hình 2000) - vai: Đường Minh Hoàng
- Bước thăng trầm (phim truyền hình 2000) - vai: Lâm Hy Lư
- Khí phách anh hùng 2000 - vai: Kim Xà Lang Quân Hạ Tuyết Nghi

2001:
- Tình đã vội bay (phim truyền hình 2001) - vai: Tống Hán Văn
- Cỗ máy thời gian (phim truyền hình) - vai: Liêm Tấn / Lao Ái
- Bảy chị em (phim truyền hình 2001) - vai: Mậu Liên Tiên

2003:
- Quá khứ và hiện tại (chương trình truyền hình) - vai: Ung Chính / Lý Đại Hà
- Xứ thần tiên (phim truyền hình 2003) - vai: Lý Huyền

2004:
- Hán Sở kiêu hùng - vai: Tây Sở Bá Vương Hạng Vũ

2005:
- Nấc thang cuộc đời - vai: Vinh Hạo Đông

### Truyền hìnhĐại lục
2005:
- Strange Tales of Liao Zhai 2005 (聊齋誌異) - vai: Wang An-Xu

2006:
- Romance Of Red Dust 2006 (風塵三俠之紅拂女) - vai: Du Gu-Cheng

2009:
- Criminal Investigation 2009 (證義搜查線)

2010:
- SFC in Action 2010 (證義搜查線)

2013:
- A Happy Life 2013 (天天有喜) - vai: Black dog

### Điện ảnh
1989:
- Life Goes On 1989 (但願人長)

1991:
- Running on Empty 1991 (正紅)
- The Real Me 1991 (喋血邊緣)

1992:
- Something Incredible - Dream of Death 1992 (一千靈異夜之貼身噩夢)
- Love and Justice 1992 (法網危情)
- Laser Drama - Underground Family 1992 (鐳射劇場之偏門家族)
- Laser Drama - Hero Against Hero 1992 (鐳射劇場之雙雄會)
- Hong Kong Criminal Archives - Bloody Box 1992 (香港奇案血紙盒)
- Sisters in Law 1992 (積奇瑪莉)

1993:
- Lamb Killer 1993 (富貴狂花)
- The Street Car Named Desire 1993 (日落卡門)

1994:
- To Live and Die in Tsimshatsui 1994 (新邊緣人)

1995:
- Something Incredible - Sinister House 1995 (一千靈異夜之凶宅)
- I'm Your Birthday Cake 1995 (不道德的禮)

1999:
- The Rules of the Game 1999 (新家法)

2006:
- Romance of Red Dust 2006 (紅拂女)

2008:
- Love Is......? 2008 (真的戀愛了?)

2013:
- The Hidden Treasure 2013 (魔術師的寶貝)

## Âm nhạc

### Album
4/2000:
- Không có em

12/2000:
- Yêu cuồng nhiệt đến cùng

03/2003:
- Be My Love

### Nhạc phim
Anh hát bài hát chủ đề cho một số bộ phim truyền hình mình từng tham gia:
- Thế gian tình chí cao - OST Cửu vương đoạt ngôi (chương trình truyền hình)
- Nhiệt ái chung cực (Cantonese Version), Thiên địa nan dung (Mandarin Version) - OST Khí phách anh hùng 2000
- Những bước đi đầy màu sắc, Tiếp tục sống cuộc đời tươi đẹp hơn - OST Quá khứ và hiện tại (chương trình truyền hình)
- 未悔用情 - OST Xứ thần tiên (phim truyền hình 2003)
- Hỏi tình si sâu đậm nhường nào? - OST Hán Sở kiêu hùng